# تساکوهازا
تساکوهازا (به مجاری:  Cakóháza) یک شهرستان در مجارستان است که در دیور-موشون-شوپرون واقع شده‌است.

## خصوصیات
تساکوهازا ۲٫۸۸ کیلومترمربع مساحت و ۶۰ نفر جمعیت دارد.